# Shahrdary Tabriz BC
Shahrdary Tabriz Basketball Club é um clube profissional de basquetebol masculino iraniano localizado na cidade de Tabriz que disputa a Superliga Iraniana..

## Temporada por Temporada
| Temporada | Nível | Liga      | Pos. | Pós Temporada     | Competições Regionais | Competições Regionais | Competições Continentais | Competições Continentais |  |
| --------- | ----- | --------- | ---- | ----------------- | --------------------- | --------------------- | ------------------------ | ------------------------ |  |
| 2014-15   | 2     | D1        |      |                   |                       |                       |                          |                          |  |
| 2015-16   | 1     | Superliga | 8    | Quartas de finais |                       |                       |                          |                          |  |
| 2016-17   | 1     | Superliga | 3    | Quartas de finais |                       |                       |                          |                          |  |
| 2017-18   | 1     | Superliga | 2    | Campeão           |                       |                       |                          |                          |  |

fonte:asia.basket

### Títulos
- Superliga Iraniana

Campeão (1):2017-18